# Sidsel Endresen
Sidsel Endresen est une chanteuse de jazz, musique improvisée et musique électronique norvégienne, née le 19 juin 1952.
Sidsel Endresen fait partie du groupe de Jon Eberson de 1981 à 1987, période pendant laquelle le groupe enregistre cinq albums et gagne plusieurs fois le Spellemannprisen (1981, 1998, 2002).
À partir de 1989, Endresen commence sa carrière solo, et est publiée par le label ECM. Elle travaille alors avec Django Bates, Jon Christensen, Nils Petter Molvaer, David Darling, et Bugge Wesseltoft.